# Stage V

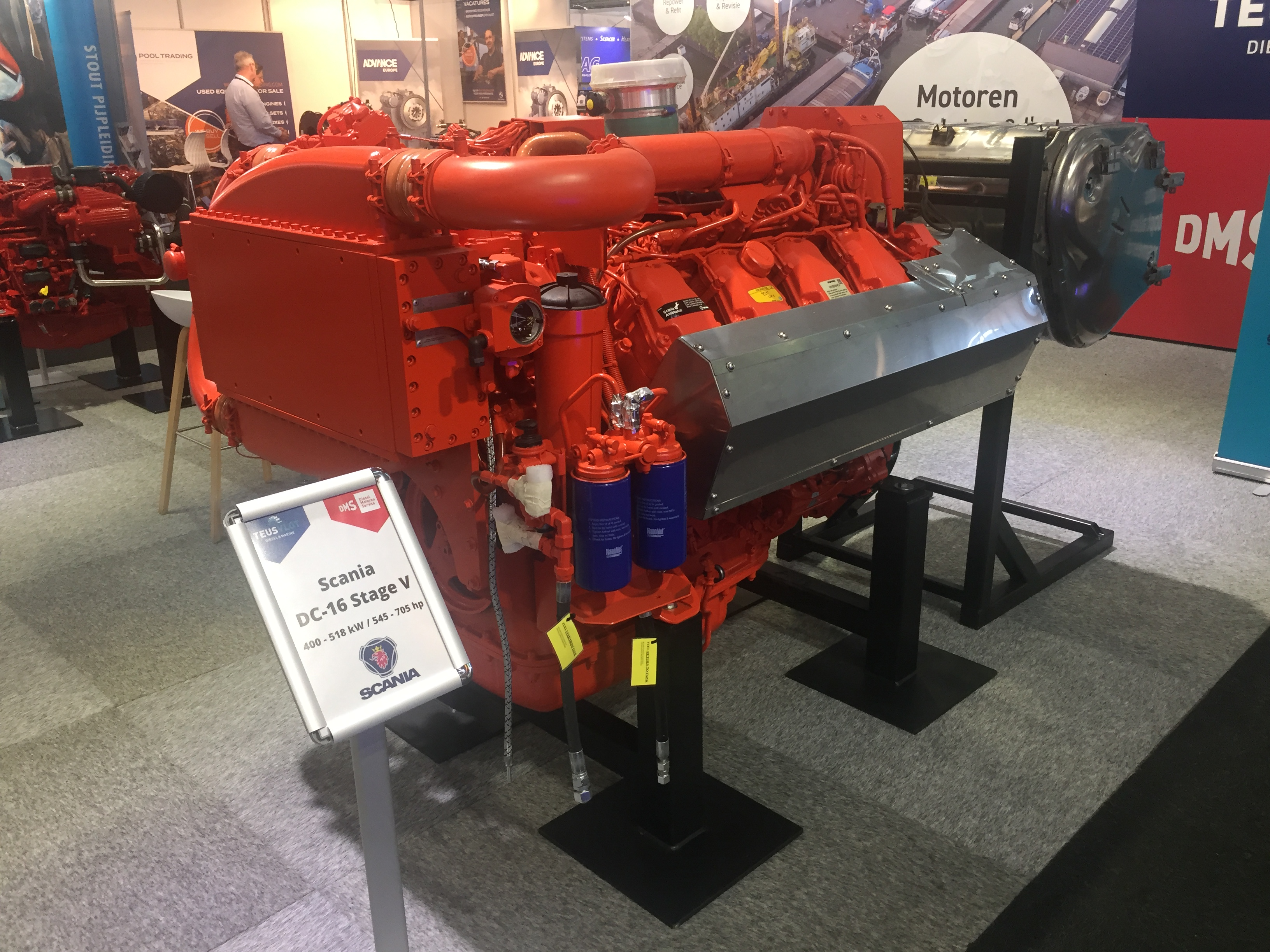
Scania DC16 Stage V motor

Stage V is de gangbare aanduiding van de norm voor verbrandingsmotoren, die voldoen aan de non-road mobile machinery (NRMM) Verordening (EU) 2016/1628 van het Europees Parlement en de Raad van 14 september 2016 inzake voorschriften met betrekking tot emissiegrenswaarden voor verontreinigende gassen en deeltjes en typegoedkeuring voor in niet voor de weg bestemde mobiele machines gemonteerde interne verbrandingsmotoren, tot wijziging van Verordeningen (EU) nr. 1024/2012 en (EU) nr. 167/2013, en tot wijziging en intrekking van Richtlijn 97/68/EG.
Deze norm is onder andere van toepassing op bijvoorbeeld industriële boormachines, bulldozers, compressoren, graafmachines, heftrucks, mobiele kranen, shovels, sneeuwploegen en wegenbouwmachines.

## Techniek
Aan de meeste Stage V motoren wordt standaard een roetfilter gebouwd, dat vangt de roetdeeltjes op en verbrandt deze volledig, waardoor de roetuitstoot tot 99,9% kan worden verminderd. Een roetfilter is zelfreinigend, mits de motor voldoende wordt belast. Anders komt de motor niet voldoende op temperatuur, met mogelijk een verstopt roetfilter tot gevolg. De oplossing is het roetfilter te laten regenereren door de motor even heel zwaar te belasten en brandstof in het hete uitlaatspruitstuk te spuiten in de uitlaatslag. Die wordt dan erg heet, waardoor het roetfilter weer schoon wordt gebrand. 
Naast het roetfilter past men selectieve katalytische reductie toe. Om aan de Stage V norm van een maximale NOx-uitstoot te kunnen voldoen is het noodzakelijk AdBlue te injecteren, bestaande uit gedemineraliseerd water en ureum. Hiermee wordt een groot deel van de stikstofoxiden omgezet in zuivere stikstof en waterdamp, al van nature aanwezig in lucht. Als de AdBlue-tank leeg raakt, valt de motor stil. Dit is verplicht gesteld, om te voorkomen dat men al dan niet bewust doorwerkt zonder de NOx-uitstoot te reduceren tot onder de vastgestelde norm.
Alle motorbouwers leveren nu Stage V versies, terwijl er gelijktijdig gewerkt wordt aan hybride en elektrische oplossingen en het gebruik van alternatieve brandstoffen. 

## Geschiedenis
De Stage I norm was in 1997 de eerste Europese emissienorm voor motoren, gebruikt in non-road mobile machinery (NRMM). Ze  werden met elke nieuwe versie strenger. De Stage III en Stage IV normen liepen grotendeels gelijk met de Amerikaanse (Tier 3/7) en Japanse normen. De Stage V wetgeving werd voorgesteld in 2014 en afgerond in 2016. Die Amerikaanse en Japanse normen lopen sindsdien weer verder uit elkaar met betrekking tot Stage V. 

## Binnenvaart
Ook de motoren van binnenschepen moeten aan de norm voldoen. In deze Europese verordening werden per 1 januari 2022 nieuwbouwschepen, die met een grotere motor willen gaan varen dan met een vermogen van 18 kW, verplicht om uitsluitend een Stage V gecertificeerde dieselmotor te plaatsen. Voor hermotorisering van bestaande binnenvaart werd dat per 1 september 2022.
Om er voor te zorgen dat de emissies van schadelijke stoffen van de binnenvaart werden verlaagd, werden grenswaarden opgesteld voor de uitstoot van koolmonoxide ({\displaystyle {\ce {CO}}}), koolwaterstoffen ({\displaystyle {\ce {HC}}}) en stikstofoxiden ({\displaystyle {\ce {NO}}}x). Daarnaast werden eisen voor het maximale gewicht aan fijnstof (PM10) en ook normen voor het aantal fijnstofdeeltjes (PN-Particulate Number) vastgesteld. Ook werden roetdeeltjes geteld, omdat veel kleine roetdeeltjes weliswaar minder in gewicht kunnen zijn dan grote roetdelen, maar wel veel schadelijker voor de volksgezondheid, omdat ze verder de longen ingaan. 

### Alternatief
In een bestaand schip kan ook een nabehandelingssysteem achter de bestaande motor worden geplaatst. Echter, het kan nooit een Stage V certificaat behalen of aangemerkt worden als een Stage V gecertificeerde motor. Maar met een nabehandelingssysteem kan de motor wel aan de emissie-eisen van Stage V voldoen. Volgens het in 2022 in werking getreden binnenvaart labelsysteem zijn motoren met een nabehandelingssysteem nagenoeg gelijk aan Stage V gecertificeerde motoren.